# Asier Illarramendi
Asier Illarramendi Andonegi (Mutriku, 8 marzo 1990) è un calciatore spagnolo, centrocampista svincolato.

## Caratteristiche tecniche
Classico mediano dotato di buon temperamento, agisce prevalentemente davanti alla difesa, partendo dalle retrovie per avviare la manovra offensiva.

## Carriera

### Club

#### Real Sociedad

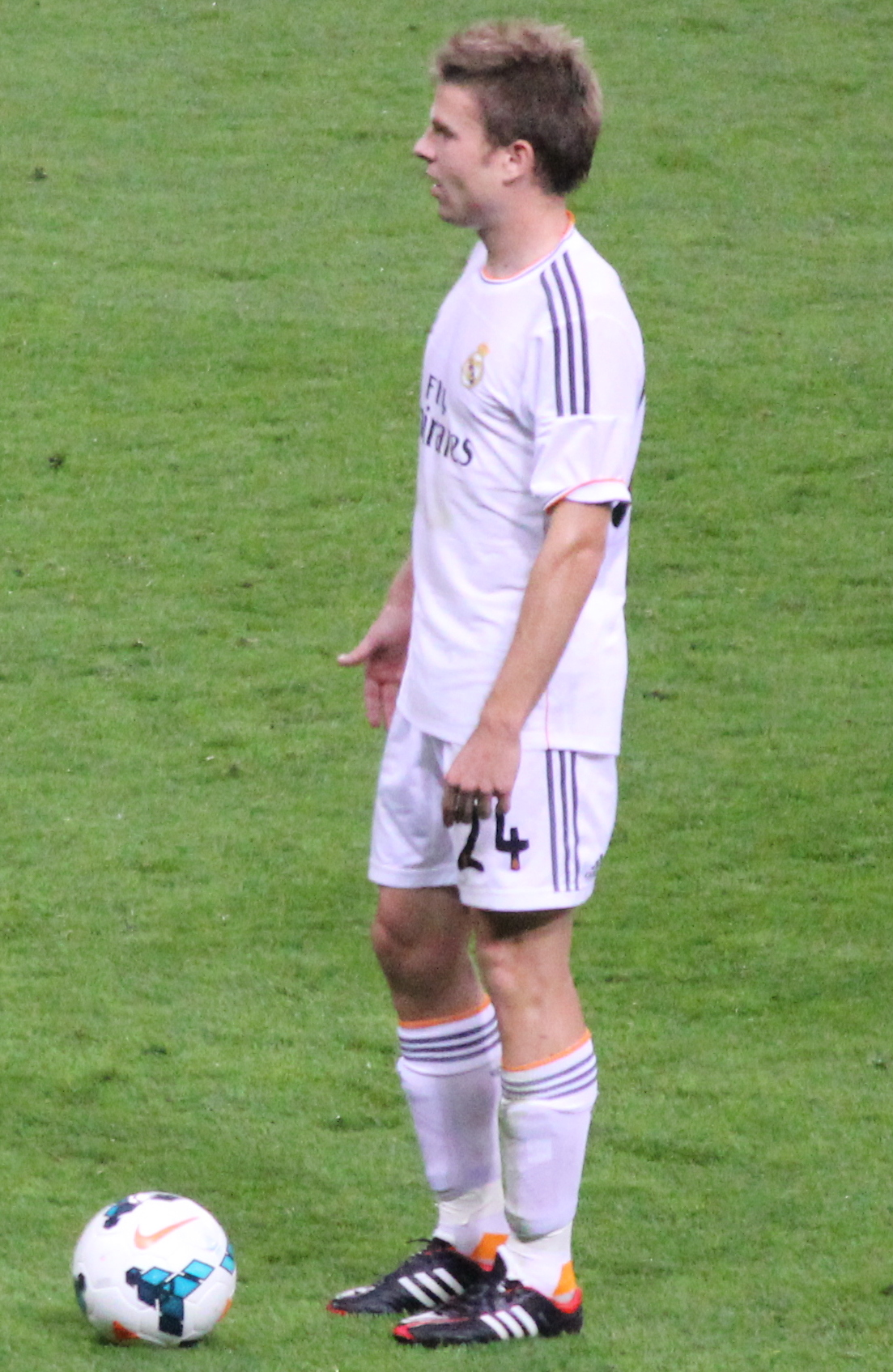
Illarramendi con la maglia del Real Madrid nel 2013.

Basco, dopo aver giocato nelle giovanili, la Real Sociedad lo promuove in prima squadra nel 2011. Dal 2009 al 2013 gioca 56 partite nella Liga con la maglietta basca delle quali 53 partendo da titolare.

#### Real Madrid
Il 12 luglio 2013 il Real Madrid paga i 30 milioni di euro della sua clausola rescissoria (per un totale di 39 milioni se si considerano anche le imposte) per acquistarlo dalla Real Sociedad. Il centrocampista basco firma con i Blancos un contratto fino al giugno 2019. Il 16 aprile 2014 conquista la Coppa del Re ai danni del Barcellona. Il 24 maggio seguente vince la Champions League, battendo 4-1 in finale l'Atletico Madrid.
La stagione 2014-2015 si apre con la conquista della Supercoppa europea, vinta il 12 agosto 2014 contro il Siviglia (2-0). Il 20 dicembre vince il Mondiale per club in finale contro gli argentini del San Lorenzo (2-0).

#### Ritorno alla Real Sociedad
Il 26 agosto 2015 fa ritorno alla Real Sociedad con la formula del prestito con obbligo di riscatto fissato a 17 milioni di euro.

#### FC Dallas
Il 3 agosto 2023 si accasa agli statunitensi dell'FC Dallas.

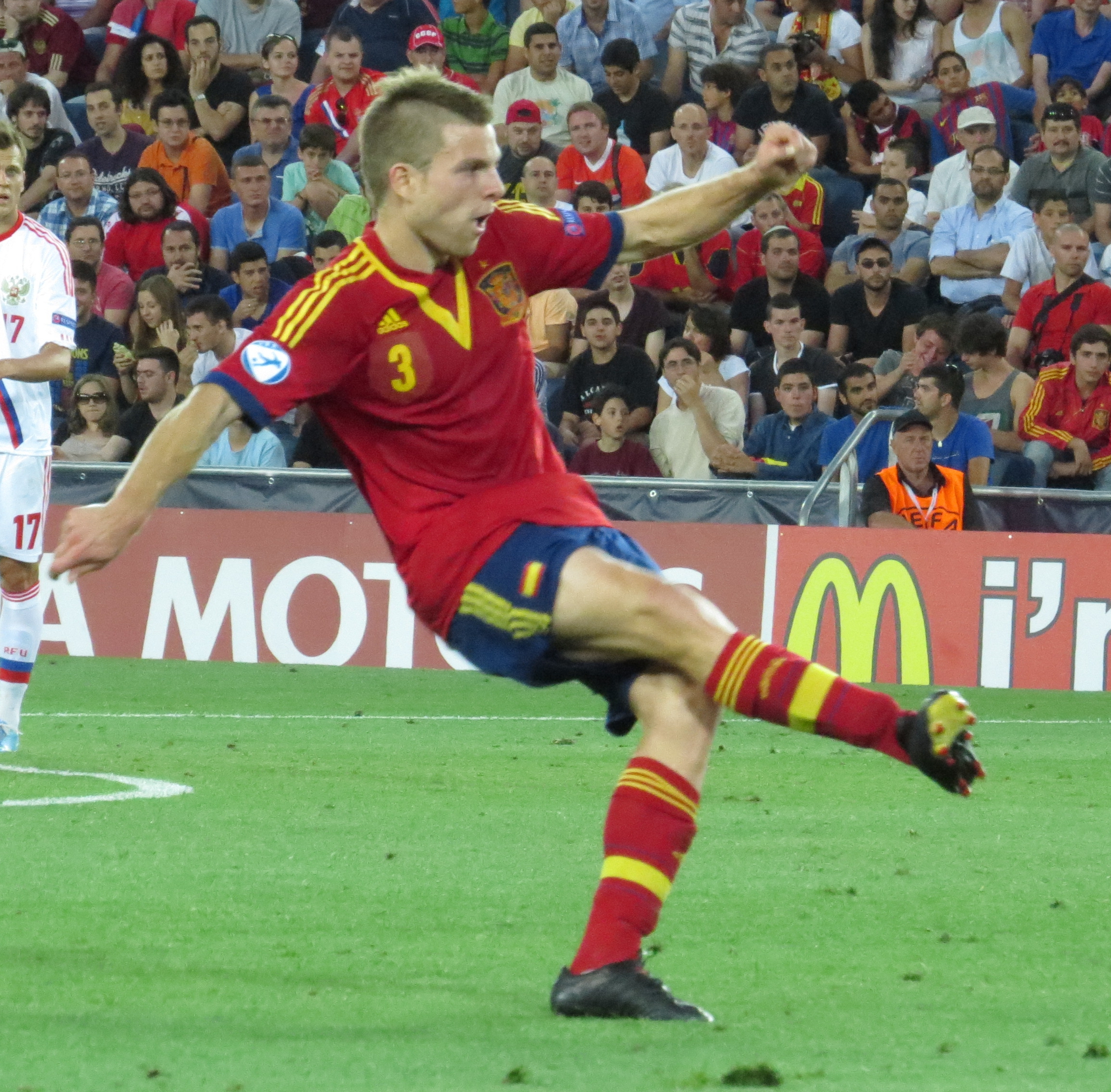
Illarramendi in azione con la maglia della nazionale Under-21 spagnola nel 2013.

### Nazionale
Ha giocato nelle varie nazionali giovanili spagnole. Dal 2011 al 2013 ha preso parte al biennio della nazionale Under-21 spagnola, venendo inserito nel giugno 2013 nella lista dei 23 convocati da Julen Lopetegui per partecipare al Campionato europeo di calcio Under-21 2013 in Israele. Il 18 giugno successivo, vince la competizione battendo in finale l'Italia per 4-2.
Il 17 marzo 2017, viene convocato per la prima volta dal CT Lopetegui nella Nazionale spagnola, per la partita di qualificazione al Mondiale 2018 contro Israele e l'amichevole contro la Francia, ma il giocatore non viene impiegato. Esordisce con la maglia delle Furie rosse il 7 giugno dello stesso anno, scendendo in campo nell'amichevole giocata contro la Colombia e pareggiata 2-2.

## Statistiche

### Presenze e reti nei club
Statistiche aggiornate al 10 luglio 2023.
| Stagione               | Squadra                | Campionato             | Campionato | Campionato | Coppe nazionali | Coppe nazionali | Coppe nazionali | Coppe continentali | Coppe continentali | Coppe continentali | Altre coppe | Altre coppe | Altre coppe | Totale | Totale |
| Stagione               | Squadra                | Comp                   | Pres       | Reti       | Comp            | Pres            | Reti            | Comp               | Pres               | Reti               | Comp        | Pres        | Reti        | Pres   | Reti   |
| ---------------------- | ---------------------- | ---------------------- | ---------- | ---------- | --------------- | --------------- | --------------- | ------------------ | ------------------ | ------------------ | ----------- | ----------- | ----------- | ------ | ------ |
| 2007-2008              | Real Sociedad B        | SDB                    | 30         | 1          | -               | -               | -               | -                  | -                  | -                  |             | -           | -           | 30     | 1      |
| 2008-2009              | Real Sociedad B        | SDB                    | 30         | 1          | -               | -               | -               | -                  | -                  | -                  | -           | -           | -           | 30     | 1      |
| 2009-2010              | Real Sociedad B        | TD                     | 27         | 2          | -               | -               | -               | -                  | -                  | -                  | -           | -           | -           | 27     | 2      |
| 2010-2011              | Real Sociedad B        | SDB                    | 28         | 3          | -               | -               | -               | -                  | -                  | -                  | -           | -           | -           | 28     | 3      |
| Totale Real Sociedad B | Totale Real Sociedad B | Totale Real Sociedad B | 115        | 7          |                 | -               | -               |                    | -                  | -                  |             | -           | -           | 115    | 7      |
| 2009-2010              | Real Sociedad          | SD                     | 1          | 0          | CR              | 0               | 0               | -                  | -                  | -                  | -           | -           | -           | 1      | 0      |
| 2010-2011              | Real Sociedad          | PD                     | 3          | 0          | CR              | 0               | 0               | -                  | -                  | -                  | -           | -           | -           | 3      | 0      |
| 2011-2012              | Real Sociedad          | PD                     | 18         | 0          | CR              | 0               | 0               | -                  | -                  | -                  | -           | -           | -           | 18     | 0      |
| 2012-2013              | Real Sociedad          | PD                     | 32         | 0          | CR              | 2               | 0               | -                  | -                  | -                  | -           | -           | -           | 34     | 0      |
| 2013-2014              | Real Madrid            | PD                     | 29         | 2          | CR              | 9               | 1               | UCL                | 11                 | 0                  | -           | -           | -           | 49     | 3      |
| 2014-2015              | Real Madrid            | PD                     | 30         | 0          | CR              | 2               | 0               | UCL                | 7                  | 0                  | SU+SS+Cmc   | 1+0+1       | 0           | 41     | 0      |
| Totale Real Madrid     | Totale Real Madrid     | Totale Real Madrid     | 59         | 2          |                 | 11              | 1               |                    | 18                 | 0                  |             | 2           | 0           | 90     | 3      |
| 2015-2016              | Real Sociedad          | PD                     | 33         | 1          | CR              | 2               | 0               | -                  | -                  | -                  | -           | -           | -           | 35     | 1      |
| 2016-2017              | Real Sociedad          | PD                     | 34         | 1          | CR              | 5               | 0               | -                  | -                  | -                  | -           | -           | -           | 39     | 1      |
| 2017-2018              | Real Sociedad          | PD                     | 36         | 7          | CR              | 0               | 0               | UEL                | 8                  | 0                  | -           | -           | -           | 44     | 7      |
| 2018-2019              | Real Sociedad          | PD                     | 23         | 1          | CR              | 3               | 0               | -                  | -                  | -                  | -           | -           | -           | 26     | 1      |
| 2019-2020              | Real Sociedad          | PD                     | 3          | 0          | CR              | 0               | 0               | -                  | -                  | -                  | -           | -           | -           | 3      | 0      |
| 2020-2021              | Real Sociedad          | PD                     | 6          | 0          | CR              | 2               | 0               | UEL                | 1                  | 0                  | -           | -           | -           | 9      | 0      |
| 2021-2022              | Real Sociedad          | PD                     | 8          | 0          | CR              | 1               | 0               | UEL                | 1                  | 0                  | -           | -           | -           | 10     | 0      |
| 2022-2023              | Real Sociedad          | PD                     | 24         | 1          | CR              | 3               | 0               | UEL                | 4                  | 0                  | -           | -           | -           | 31     | 1      |
| Totale Real Sociedad   | Totale Real Sociedad   | Totale Real Sociedad   | 221        | 11         |                 | 18              | 0               |                    | 14                 | 0                  |             | -           | -           | 253    | 11     |
| 2023                   | FC Dallas              | MLS                    | 11+3       | 0          | USOC            | 0               | 0               | -                  | -                  | -                  | LC          | -           | -           | 14     | 0      |
| Totale carriera        | Totale carriera        | Totale carriera        | 409        | 20         |                 | 29              | 1               |                    | 32                 | 0                  |             | 2           | 0           | 472    | 21     |

### Cronologia presenze e reti in nazionale
| Cronologia completa delle presenze e delle reti in nazionale ― Spagna | Cronologia completa delle presenze e delle reti in nazionale ― Spagna | Cronologia completa delle presenze e delle reti in nazionale ― Spagna | Cronologia completa delle presenze e delle reti in nazionale ― Spagna | Cronologia completa delle presenze e delle reti in nazionale ― Spagna | Cronologia completa delle presenze e delle reti in nazionale ― Spagna | Cronologia completa delle presenze e delle reti in nazionale ― Spagna | Cronologia completa delle presenze e delle reti in nazionale ― Spagna |
| Data                                                                  | Città                                                                 | In casa                                                               | Risultato                                                             | Ospiti                                                                | Competizione                                                          | Reti                                                                  | Note                                                                  |
| --------------------------------------------------------------------- | --------------------------------------------------------------------- | --------------------------------------------------------------------- | --------------------------------------------------------------------- | --------------------------------------------------------------------- | --------------------------------------------------------------------- | --------------------------------------------------------------------- | --------------------------------------------------------------------- |
| 7-6-2017                                                              | Murcia                                                                | Spagna                                                                | 2 – 2                                                                 | Colombia                                                              | Amichevole                                                            | -                                                                     |                                                                       |
| 9-10-2017                                                             | Gerusalemme                                                           | Israele                                                               | 0 – 1                                                                 | Spagna                                                                | Qual. Mondiali 2018                                                   | 1                                                                     |                                                                       |
| 14-11-2017                                                            | San Pietroburgo                                                       | Russia                                                                | 3 – 3                                                                 | Spagna                                                                | Amichevole                                                            | -                                                                     | 46’                                                                   |
| Totale                                                                |                                                                       | Presenze                                                              | 3                                                                     |                                                                       | Reti                                                                  | 1                                                                     |                                                                       |

## Palmarès

### Club

#### Competizioni nazionali
- Segunda División (Spagna): 1

Real Sociedad: 2009-2010
- Coppa di Spagna: 2

Real Madrid: 2013-2014
Real Sociedad: 2019-2020

#### Competizioni internazionali
- UEFA Champions League: 1

Real Madrid: 2013-2014
- Supercoppa UEFA: 1

Real Madrid: 2014
- Coppa del mondo per club: 1

Real Madrid: 2014

### Nazionale
- Campionato d'Europa Under-21: 1

Israele 2013

### Individuale
- Inserito nella selezione UEFA dell'Europeo Under-21: 1

Israele 2013
- Giocatore rivelazione della Liga spagnola: 1

2012-2013
- Miglior centrocampista della Liga spagnola: 1

2012-2013